# Adinazolam
Adinazolam (comercialitzat sota el nom de marca Deracyn) és un tranquil·litzant de la classe de les triazolobenzodiazepines, que són benzodiazepines fusionades amb un anell de triazol· Posseeix propietats ansiolítiques, anticonvulsiu, sedants i antidepressius. Adinazolam va ser desenvolupat per Jackson B· Hester, qui cercava millorar les propietats antidepressives de l'alprazolam, que també va desenvolupar.

## Reactivitat
Adinazolam conté múltiples parts reactives en la seva estructura La primera és la dimetilamina, que és lleugerament bàsica amb un pKa de 6,30, fent que més del 5% del compost estigui protonat sota un pH fisiològic. L'amina terciària també podria ser important en la unió a proteïnes amb la capacitat de formar ponts d'hidrogen i també és probable que sigui un objectiu per al metabolisme mitjançant la desmetilació. La dimetilamina també és làbil per a la descomposició oxidativa, amb la pèrdua d'un grup metil que forma N-desmetiladinazolam· La pèrdua de tot el dimetil metanamina també és possible a través de la descomposició oxidativa, formant estazolam. El segon grup reactiu és el nitrogen en la posició 4· Amb un pKa de 5,09, només es protona a nivells de pH més baixos que el fisiològic. Després de la protonació, el grup és làbil per a la hidratació, la qual cosa provoca l'obertura de l'anell de diazepina· Posteriorment, l'etilamina es talla o l'anell es tanca de nou, resultant en altres estructures.

## Síntesi
Una manera lògica de sintetitzar adinazolam és mitjançant la reacció de precursores de benzodiazepines Una ruta seguida per Hester et al. comença amb 7-cloro-2-hidrazineil-5-fenil-3H-benzo[e][1,4]diazepina· Primer es forma in situ N-ftalimidoil-β-alanina a partir de β-alanina amb anhídrid ftàlic. La solució es refreda i es tracta amb carbonyldiimidazol· Després s'afegeix 7-cloro-2-hidrazineil-5-fenil-3H-benzo[e][1,4]diazepina a la solució, que es deixa reaccionar a rt· durant 18 hores· Després del procediment, s'ha fet un solvat d'acetat d'etil per obtenir 2-(2-(8-cloro-6-fenil-4H-benzo[f][1,2,4]triazolo[4,3-a][1,4]diazepin-1-il)etil)isoindolina-1,3-diona· El tractament posterior de 2-(2-(8-cloro-6-fenil-4H-benzo[f][1,2,4]triazolo[4,3-a][1,4]diazepin-1-il)etil)isoindolina-1,3-diona amb una solució de 88% d'àcid fòrmic i 37% d'aigua formal (3:2 mol/mol) a 100 °C durant 1 hora sota nitrogen resulta en la formació de 2-(2-(4-(2-benzoil-4-clorofenil)-5-(dimetilamino)metil)-4H-1,2,4-triazol-3-il)etil)isoindolina-1,3-diona· L'anell de diazepina es cliva durant aquest pas i el ftalat es transfereix· En l'últim pas, l'anell de diazepina es torna a formar amb l'ús d'hidrat de hidrazina a 70 °C durant 1 hora i 30 minuts sota nitrogen, formant adinazolam·
Una altra ruta per sintetitzar adinazolam és mitjançant estazolam, com es va realitzar per Gall et al· Durant la síntesi, bis-(dimetilamino) metà es dissol en DMF i es refreda a 0 °C· A continuació, la solució es tracta amb clorur d'acetil en DMF formant un sal de clorur de dimetil(metilè)amoni· A la solució s'afegeix K2CO3, seguit d'una solució d'estazolam en DMF· La mescla es calenta a 60 °C durant 3 hores, resultant en adinazolam després d'una purificació·

## Ús i finalitat
Adinazolam s'utilitza principalment per les seves propietats ansiolítiques· Com s'ha mencionat a la Introducció, i es detallarà més endavant en el Mecanisme molecular d'acció, adinazolam és un derivat de la benzodiazepina, actua sobre els receptors de GABA en el sistema nerviós central, promocionant els efectes inhibidors del GABA· Això dona lloc a un efecte calmant, la qual cosa el fa adequat per al tractament dels trastorns d'ansietat, trastorns de pànic, i com antidepressius·
En l'article d'Amsterdam et al· es va fer una investigació que implicava 43 pacients externs que reunien els Criteris Diagnòstics de Recerca per a la depressió major· Es van aleatoritzar per rebre adinazolam o imipramina· Les dosis del medicament es van ajustar segons la tolerabilitat i les necessitats, amb avaluacions i puntuacions clíniques setmanals utilitzant diverses escales·
Es va trobar que adinazolam era tan efectiu com la imipramina en el tractament de la depressió major, amb una eficàcia similar en la depressió melancòlica·
Adinazolam va tenir alguns efectes secundaris com la son/la sedació, la boca seca, la constipació, la visió borrosa, les nàusees/els vòmits/la diarrea, la nerviositat i els maldecaps· No obstant això, tots van mostrar menys efectes secundaris que la imipramina, excepte la son/la sedació· L'estudi suggereix que adinazolam podria ser una alternativa prometedora amb beneficis terapèutics potencials, però cal més investigació per esclarir el seu perfil clínic i la seva seguretat·

### Disponibilitat
Adinazolam va ser desenvolupat i provat com a antidepressiu durant les dècades de 1980 i 1990, però va experimentar un declivi en la recerca i els assajos després del període inicial d'avaluació· Hi ha informació limitada disponible sobre qualsevol exploració posterior de les seves propietats farmacèutiques· El rebuig de l'Adinazolam per part de la FDA a la dècada de 1990 va provocar la seva absència en l'ús mèdic mainstream·
Després d'aquest rebuig, l'adinazolam va ressorgir al voltant del 2015, sent utilitzat en el mercat com a droga de disseny· Aquest canvi d'estatus i funció planteja preguntes sobre la seva aplicació en contextos no mèdics· Les drogues de disseny sovint presenten reptes per als organismes reguladors a causa de les seves composicions químiques modificades i la seva susceptibilitat a l'ús indegut·

## Efectes secundaris
Quan s'utilitza adinazolam, les persones poden experimentar diversos efectes secundaris, tant a curt com a llarg termini· Inicialment, els efectes secundaris comuns a curt termini poden incloure son, sedació i un lleu deteriorament cognitiu·
L'ingesta excessiva pot incloure debilitat muscular, atàxia, disàrtria i, particularment en nens, excitació paradòxica, així com disminució dels reflexos, confusió i coma en casos més greus·
Un estudi humà que comparava els efectes subjectius i el potencial d'abús de l'adinazolam amb diazepam, lorazepam i un placebo va mostrar que l'adinazolam provoca la major "sedació mental i física" i la "desagradable sensació mental" més gran·
A llarg termini, l'ús prolongat de l'adinazolam podria provocar el desenvolupament de tolerància, on calen dosis més altes per aconseguir els mateixos efectes terapèutics· En conseqüència, l'increment de les dosis pot augmentar el risc d'efectes adversos i complicacions potencials· L'ús prolongat de l'adinazolam també comporta la possibilitat de dependència, on les persones poden arribar  a dependre psicològicament i físicament del medicament per gestionar els símptomes d'ansietat· La dependència planteja desafiaments significatius, ja que una reducció ràpida de la dosi pot desencadenar símptomes de retirada, des de l'ansietat de rebuig i la insonmi fins a manifestacions més greus com ara convulsions· A més, l'ús prolongat de l'adinazolam pot contribuir a un deteriorament cognitiu, afectant la memòria, la concentració i la funció cognitiva global·

## Farmacodinàmica i farmacocinètica
L'adinazolam és un pro-drogue per al metabolit N-desmetil-adinazolam (NDMAD), ja que és el principal metabolit actiu en humans· No obstant això, l'adinazolam i els seus altres metabòlits di-N-desmetil-adinazolam, ⍺-hidroxi-alprazolam i estrazolam són compostos actius per ells mateixos· Actuen en el sistema nerviós central (SNC) unint-se positivament de manera alostèrica als receptors de benzodiazepines (BzR) centrals, que són un subconjunt del receptor GABAA· L'adinazolam té una alta afinidad cap al receptor GABAA, no obstant això, els seus metabòlits són de 20 a 40 vegades més potents en inhibir la unió de [3H]flunitrazepam (utilitzat com a radiomarcador)·
El receptor (GABA)A respon a la alliberació d'àcid γ-aminobutíric (GABA), que és el principal neurotransmissor inhibidor al cervell i juga un paper important en modular l'activitat de les neurones· El receptor GABAA és un complex proteic situat en les sinapsis; aquesta proteïna és un canal iònic activat per ligands (un receptor ionotròpic) que condueix ions clorur a través de les membranes cel·lulars neuronals· El complex consta de cinc subunitats, dues ⍺, dues β i una γ· El GABA es lliga a la interfície entre les subunitats ⍺ i β (2 llocs de uniõ) mentre que les benzodiazepines es lliguen a la interfície de les subunitats ⍺ i γ, no obstant això, la unió de benzodiazepines només és possible en presència d'un residu d'histidina en les varietats ⍺ ⍺1, ⍺2, ⍺3 i ⍺5 que s'anomenen receptors de benzodiazepines· La unió de l'adinazolam, o d'altres benzodiazepines, actua com un agonista induint un canvi conformacional en el receptor de benzodiazepines que augmenta l'afinitat cap al GABA, així reduint l'activitat neuronal· Aquesta reducció en l'activitat neuronal explica els efectes clínics observats·
L'activació d'una neurona es produeix quan el seu potencial de membrana, que és negatiu en repòs, s'augmenta o es despolaritza fins a arribar a un llindar, o potencial d'acció· Quan s'arriba a aquest potencial, un canal de sodi sensible al voltatge s'obre permetent que el sodi irrompi dins de la cèl·lula· La unió del GABA al receptor GABA-A ho impedeix deixant que els ions clorur entrin a la cèl·lula disminuint, o polaritzant, el potencial de membrana· La unió de l'adinazolam o d'altres benzodiazepines augmenta l'afluència d'ions clorur i, per tant, augmenta la polarització del potencial de membrana·

## Metabolisme
Es va informar que l'adinazolam té metabòlits actius en el número d'agost de 1984 de The Journal of Pharmacy and Pharmacology· El principal metabòlit és N-desmetiladinazolam· NDMAD té aproximadament una afinidad 25 vegades més alta pels receptors de benzodiazepines en comparació amb el seu precursor, la qual cosa explica els efectes semblants als de les benzodiazepines després de l'administració oral· Diverses N-desalquilacions porten a l'eliminació de la cadena lateral dimetilaminometil, provocant la diferència en la seva potència· Els altres dos metabòlits són l'α-hidroxi-alprazolam i l'estazolam· Al número d'agost de 1986 d'aquesta mateixa revista, Sethy, Francis i Day van informar que el proadifen inhibia la formació de N-desmetiladinazolam·
Després de la ingestió, l'adinazolam és principalment metabolitzat per N-desalquilació per la via hepàtica i la via entèrica· L'adinazolam pot sofrir conversió entèrica i hepàtica en el seu metabòlit actiu després de l'ingestió oral, ja que aquest fàrmac és un substrat de CYP3A4, tot i que el metabolisme entèric juga un paper significatiu abans del metabolisme hepàtic· CYP3A4 és una enzim en els intestins i el fetge, que té un paper crucial en el metabolisme dels medicaments· Per tant, l'estudi de la via metabòlica entèrica de l'adinazolam també és important per comprendre la farmacologia global d'aquesta substància·
Segons diversos estudis, els principals metabòlits de l'adinazolam, també coneguts com a metabòlits de la fase 1 que involucren reaccions oxidatives catalitzades per enzims del citocrom P450 com el CYP3A4, són el mono-N-desmetiladinazolam (metabòlit actiu) i el (N, N-di)desmetiladinazolam· El mono-N-desmetiladinazolam es forma per la transformació de l'adinazolam on el grup metil unit al nitrogen es retira per N-desalquilació i aquest metabòlit actiu es metabolitza més per formar desmetiladinazolam, on es retira un altre grup metil i es reemplaça per un àtom d'hidrogen· La desaminació del desmetiladinazolam porta a la formació d'un metabòlit intermedi, que sofreix una alfa-hidroxilació per formar alfa-hidroxi-alprazolam o la clivatge de la cadena lateral per formar estazolam, que són metabòlits menors· El metabolisme de l'adinazolam i els seus metabòlits.